# Prebelow

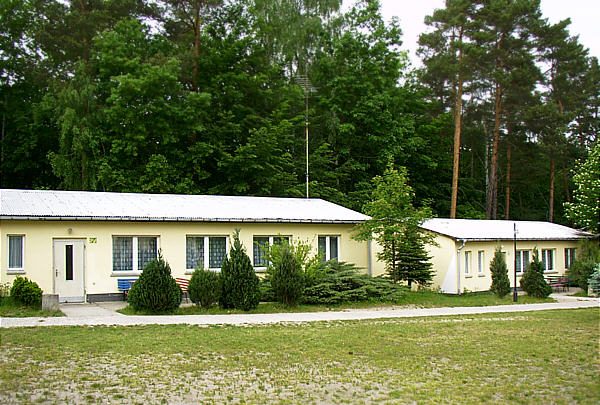
Bungalows im KiEZ Prebelow

Prebelow ist eine kleine Streusiedlung am Großen Prebelowsee. Die Siedlung gehört zur Stadt Rheinsberg und liegt fünf Kilometer nördlich von Zechlinerhütte im Landkreis Ostprignitz-Ruppin in Brandenburg, unmittelbar an der Landesgrenze zu Mecklenburg-Vorpommern.  Sie besteht vorwiegend aus einem Forsthaus, einer Jugendherberge und einem Kinder- und Jugend-Erholungszentrum (KiEZ). Das ehemalige Zentrale Pionierlager „Wilhelm Florin“ wurde in den 1950er Jahren vom Stahl- und Walzwerk Hennigsdorf eingerichtet und in den folgenden Jahrzehnten zu einer überregionalen Begegnungsstätte ausgebaut. Träger ist heute der „Prebelower Kinderland e. V. - KiEZ Prebelow“. Die Siedlung hatte am 1. März 2023 6 Einwohner.